# Distribuzione dei tordi nelle zone ecologiche
La tabella riportata di seguito descrive la distribuzione geografica delle specie del genere Turdus, suddivise per zone ecologiche.
| Ecozona                              | Foto | Nome scientifico                                   | Nome italiano             | Areale |
| ------------------------------------ | ---- | -------------------------------------------------- | ------------------------- | --- |
| Ecozona paleartica (n. 19 specie)    |      | Turdus albocinctus Royle, 1840                     | merlo collobianco         | Dall'India settentrionale al Tibet sud orientale, Cina sud-occidentale e Myanmar nord-occidentale. |
| Ecozona paleartica (n. 19 specie)    |      | Turdus atrogularis Jarocki, 1819                   | tordo golanera            | Dalla Russia orientale alla Siberia occidentale. Sverna in India settentrionale e Cina. |
| Ecozona paleartica (n. 19 specie)    |      | Turdus cardis Temminck, 1831                       | tordo del Giappone        | Cina centrale e Giappone. Sverna in Cina meridionale e Indocina. |
| Ecozona paleartica (n. 19 specie)    |      | Turdus celaenops Stejneger, 1887                   | tordo delle isole Izu     | Isola di Izu e Yakushima (Isole Ryukyu). |
| Ecozona paleartica (n. 19 specie)    |      | Turdus chrysolaus Temminck, 1832                   | tordo testabruna          | Dall’isola di Sachalin (Russia) al Giappone settentrionale. Sverna in Cina meridionale, Filippine, isole Curili, nelle principali isole giapponesi e Ryukyu. |
| Ecozona paleartica (n. 19 specie)    |      | Turdus eunomus Temminck, 1831                      | tordo bruno               | Da Siberia settentrionale alla Kamčatka; sverna in Giappone, Cina meridionale e Myanmar. |
| Ecozona paleartica (n. 19 specie)    |      | Turdus feae (Salvadori, 1887)                      | tordo fianchigrigi        | Monti della Cina nord-orientale (Liaoning). Sverna in India e Myanmar. |
| Ecozona paleartica (n. 19 specie)    |      | Turdus hortulorum P.L. Sclater, 1863               | tordo dorsogrigio         | Siberia orientale, Manciuria e Corea settentrionale. Sverna in Asia sud-orientale. |
| Ecozona paleartica (n. 19 specie)    |      | Turdus iliacus Linnaeus, 1766                      | tordo sassello            | Islanda, isole Faroe, Europa settentrionale e Asia centrale. Sverna in Europa nord-occidentale, Nord Africa e Medio Oriente. |
| Ecozona paleartica (n. 19 specie)    |      | Turdus kessleri (Przewalski, 1876)                 | tordo dorsobianco         | Cina occidentale (da Gansu a Sichuan). Sverna in India settentrionale. |
| Ecozona paleartica (n. 19 specie)    |      | Turdus merula Linnaeus, 1758                       | merlo comune              | Azzorre, Madera e Canarie, Europa occidentale e sud-orientale, Bacino del Mediterraneo, Caucaso, Transcaucasia, dall’Asia centrale all’Afghanistan nord-orientale, Pamirs e Xinjiang; introdotto in Australia e Tasmania. |
| Ecozona paleartica (n. 19 specie)    |      | Turdus naumanni Temminck, 1820                     | tordo di Naumann          | Dalla Siberia centrale alla Manciuria settentrionale, Amur e Sachalin. Sverna in Corea. |
| Ecozona paleartica (n. 19 specie)    |      | Turdus obscurus J.F. Gmelin, 1789                  | tordo oscuro              | Siberia, Mongolia e Giappone. |
| Ecozona paleartica (n. 19 specie)    |      | Turdus pallidus J.F. Gmelin, 1789                  | tordo chiaro              | Dalla Siberia nord-orientale alle isole Curili e Giappone. Sverna in Asia sud-orientale e a Sumatra. |
| Ecozona paleartica (n. 19 specie)    |      | Turdus philomelos C.L. Brehm, 1831                 | tordo bottaccio           | Europa, Isole Britanniche, isola di Skye, Ebridi Esterne, Asia centrale, dai Monti Sayan al Lago Bajkal e nell'Iran settentrionale. Sverna nel bacino del Mediterraneo e in Iran. Introdotto in Australia e Tasmania. |
| Ecozona paleartica (n. 19 specie)    |      | Turdus pilaris Linnaeus, 1758                      | cesena                    | Paleartico settentrionale. Sverna in Nord Africa, Mediterraneo e Medio Oriente. |
| Ecozona paleartica (n. 19 specie)    |      | Turdus ruficollis Pallas, 1776                     | tordo golascura           | Dalla Siberia orientale alla Manciuria settentrionale. Sverna in Cina occidentale, Myanmar e India nord-orientale. |
| Ecozona paleartica (n. 19 specie)    |      | Turdus torquatus Linnaeus, 1758                    | merlo dal collare         | Francia, Caucaso, Turchia e Iran settentrionale. Sverna in Asia Minore, Nordafrica e Iran meridionale. |
| Ecozona paleartica (n. 19 specie)    |      | Turdus viscivorus Linnaeus, 1758                   | tordela                   | Dal Paleartico occidentale alla Siberia occidentale e orientale, Asia centrale, Himalaya, Africa nord-occidentale, Corsica e Sardegna. Sverna in India settentrionale. |
| Ecozona afrotropicale (n. 15 specie) |      | Turdus abyssinicus J.F. Gmelin, 1789               | tordo abissino            | Eritrea, Etiopia, Sudan del sud sud-orientale, Uganda settentrionale, Repubblica Democratica del Congo, Altopiani del Burundi, Ruanda, Uganda sud-occidentale, Kenya, Tanzania settentrionale, Malawi settentrionale e Zambia nord-orientale. |
| Ecozona afrotropicale (n. 15 specie) |      | Turdus bewsheri E. Newton, 1877                    | tordo delle Comore        | Isole Comore. |
| Ecozona afrotropicale (n. 15 specie) |      | Turdus eremita (Gould, 1855)                       | tordo delle Tristan       | Arcipelago di Tristan da Cunha, Inaccessible e Nightingale (Oceano Atlantico). |
| Ecozona afrotropicale (n. 15 specie) |      | Turdus helleri (Mearns, 1913)                      | tordo delle Taita         | Kenya sud-orientale (Monti Taita e Kasigau). |
| Ecozona afrotropicale (n. 15 specie) |      | Turdus libonyana (A. Smith, 1836)                  | tordo di Kurrichane       | Angola settentrionale, Namibia settentrionale, Repubblica Democratica del Congo sud-orientale e meridionale, Zambia, eSwatini, Botswana nord-orientale, Sudafrica orientale e nord-orientale, Zimbabwe, Tanzania, Malawi e Mozambico. |
| Ecozona afrotropicale (n. 15 specie) |      | Turdus litsitsirupa (Smith, 1836)                  | tordo grattaterra         | Angola settentrionale, Namibia nord-occidentale, Repubblica Democratica del Congo sud-orientale, Botswana, Zimbabwe, altopiani dell’Eritrea e dell’Etiopia, Tanzania occidentale, Malawi occidentale, Mozambico e Sudafrica. |
| Ecozona afrotropicale (n. 15 specie) |      | Turdus ludoviciae (Phillips, 1895)                 | tordo della Somalia       | Monti della Somalia settentrionale. |
| Ecozona afrotropicale (n. 15 specie) |      | Turdus menachensis Ogilvie-Grant, 1913             | tordo dello Yemen         | Monti del sud-ovest della Penisola Arabica. |
| Ecozona afrotropicale (n. 15 specie) |      | Turdus olivaceofuscus Hartlaub, 1852               | tordo olivaceo            | São Tomé (Golfo di Guinea). |
| Ecozona afrotropicale (n. 15 specie) |      | Turdus olivaceus Linnaeus, 1766                    | tordo oliva               | Monti del Malawi meridionale e Mozambico, foreste montane dello Zimbabwe orientale, eSwatini occidentale e Sudafrica (KwaZulu-Natal, Province del Capo). |
| Ecozona afrotropicale (n. 15 specie) |      | Turdus pelios Bonaparte, 1850                      | tordo africano            | Senegal, Gambia, Guinea, Sierra Leone, Liberia, Ghana, Congo, Gabon, Angola, Repubblica Democratica del Congo, Zambia, Camerun, Ruanda, Burundi, Tanzania, Repubblica del Centrafrica, Sudan del Sud, Uganda, Kenya, Ciad, Sudan, Eritrea ed Etiopia. |
| Ecozona afrotropicale (n. 15 specie) |      | Turdus roehli Reichenow, 1905                      | tordo di Usambara         | Tanzania nord-orientale (Monti Pare e Usambara). |
| Ecozona afrotropicale (n. 15 specie) |      | Turdus smithi Bonaparte, 1850                      | tordo di Karoo            | Dalla Namibia meridionale al Botswana sud-orientale e al Sudafrica nord-orientale. |
| Ecozona afrotropicale (n. 15 specie) |      | Turdus tephronotus Cabanis, 1878                   | tordo occhinudi           | Dalle pianure aride di Etiopia e Somalia a Kenya e Tanzania nord-orientale. |
| Ecozona afrotropicale (n. 15 specie) |      | Turdus xanthorhynchus Salvadori, 1901              | tordo di Príncipe         | Principe (Golfo di Guinea). |
| Ecozona indomalese (n. 9 specie)     |      | Turdus boulboul (Latham, 1790)                     | merlo aligrigie           | Dal Pakistan occidentale a Myanmar settentrionale, Cina meridionale e Asia sud-orientale. |
| Ecozona indomalese (n. 9 specie)     |      | Turdus dissimilis Blyth, 1847                      | tordo pettonero           | Dai Monti dell'Assam alla Cina sud-occidentale, Myanmar settentrionale e Asia del sud-est. |
| Ecozona indomalese (n. 9 specie)     |      | Turdus mandarinus Bonaparte, 1850                  | merlo cinese              | Cina orientale (da Gansu meridionale e Shaanxi meridionale attraverso il Sichuan orientale allo Yunnan occidentale e centrale, a est verso Hebei e Guangdong). Sverna a Hainan e in Indocina settentrionale. |
| Ecozona indomalese (n. 9 specie)     |      | Turdus maximus (Seebohm, 1881)                     | merlo tibetano            | Pakistan occidentale e India a Sikkim, Bhutan e Tibet sud-orientale. |
| Ecozona indomalese (n. 9 specie)     |      | Turdus mupinensis Laubmann, 1920                   | tordo della Cina          | Cina occidentale (dal Gansu fino alle province Shaanxi, Hubei, Sichuan e Yunnan nord-occidentale). |
| Ecozona indomalese (n. 9 specie)     |      | Turdus niveiceps Hellmayr, 1919                    | tordo di Taiwan           | Monti di Taiwan e isola di Lan-yü. |
| Ecozona indomalese (n. 9 specie)     |      | Turdus rubrocanus J.E. Gray & G.R. Gray, 1847      | tordo castano             | Dal Tibet sud-orientale alla Cina del sud-ovest e Myanmar settentrionale, dall'Afghanistan al Nepal, Sikkim e Bhutan. |
| Ecozona indomalese (n. 9 specie)     |      | Turdus simillimus Jerdon, 1839                     | merlo indiano             | India sud-occidentale (Kerala, Mysore e Madras occidentale), centro-meridionale e orientale (Colline dello Sri Lanka). |
| Ecozona indomalese (n. 9 specie)     |      | Turdus unicolor Tickell, 1833                      | tordo di Tickell          | Dal Kashmir al Nepal. Sverna nell'India peninsulare. |
| Ecozona neartica (n. 1 specie)       |      | Turdus migratorius Linnaeus, 1766                  | tordo migratore americano | Alaska settentrionale e sud-orientale, Canada orientale, occidentale e settentrionale, Columbia Britannica occidentale, Stati Uniti centrali, nord- e sud-occidentali, Oregon, Golfo del Messico, Messico orientale e sud-occidentale. Sverna in California, Messico sud-orientale, Guatemala e Cuba; Monti della Bassa California meridionale (Sierra de la Laguna). |
| Ecozona neotropicale (n. 39 specie)  |      | Turdus albicollis Vieillot, 1818                   | tordo collobianco         | Dalla Colombia nord-orientale al Venezuela settentrionale; Trinidad e Tobago, dalla Colombia orientale alle Guiane, dall’Ecuador al Perù orientale, Bolivia settentrionale, Brasile occidentale e amazonico, Paraguay e Argentina nord-occidentale. |
| Ecozona neotropicale (n. 39 specie)  |      | Turdus amaurochalinus Cabanis, 1850                | tordo panciacrema         | Perù orientale, Brasile, Uruguay, Paraguay e Argentina centrale. |
| Ecozona neotropicale (n. 39 specie)  |      | Turdus arthuri C. Chubb, 1914                      | tordo di Campina          | Colombia orientale, Venezuela meridionale, Guyana e Brasile centrale amazzonico (dalla sponda orientale del Rio Madeira alla sponda orientale del Rio Tapajós). |
| Ecozona neotropicale (n. 39 specie)  |      | Turdus assimilis Cabanis, 1850                     | tordo golabianca          | Messico, dal Messico meridionale all’Honduras, Guatemala occidentale, El Salvador, altopiani del Nicaragua e della Costa Rica, Panama, da Panama orientale (Darién) a Colombia occidentale ed Ecuador nord-occidentale e Isola di Coiba. |
| Ecozona neotropicale (n. 39 specie)  |      | Turdus aurantius J.F. Gmelin, 1789                 | tordo mentobianco         | Montagne e colline boscose della Giamaica. |
| Ecozona neotropicale (n. 39 specie)  |      | Turdus chiguanco d'Orbigny & Lafresnaye, 1837      | tordo chiguanco           | Coste del Perù, Bolivia nord-occidentale (La Paz) e Ande dell’Ecuador meridionale e Perù centrale, da Bolivia occidentale a Cile nord-orientale (Atacama) e Argentina occidentale. |
| Ecozona neotropicale (n. 39 specie)  |      | Turdus falcklandii Quoy e Gaimard, 1824            | tordo australe            | Cile meridionale, Argentina centrale e meridionale (Río Negro, Neuquén e Terra del Fuoco), arcipelago Juan Fernández e Isole Falkland. |
| Ecozona neotropicale (n. 39 specie)  |      | Turdus flavipes Vieillot, 1818                     | tordo zampegialle         | Dalla Colombia settentrionale al Venezuela nord-occidentale, nord-orientale e meridionale (Bolívar) e Guyana, Isola Margarita, Trinidad e Tobago, dal Brasile sud-orientale (Bahia meridionale) a Paraguay nord-orientale e Argentina nord-orientale. |
| Ecozona neotropicale (n. 39 specie)  |      | Turdus fulviventris P.L. Sclater, 1857             | tordo panciacastana       | Dalle Ande orientali della Colombia al Venezuela nord-occidentale e all'estremo nord del Perù. |
| Ecozona neotropicale (n. 39 specie)  |      | Turdus fumigatus Lichtenstein, 1823                | tordo cioccolato          | Colombia orientale, Venezuela occidentale, dalla costa nord-orientale della Colombia a Venezuela settentrionale, Trinidad, dalle Guiane al Brasile settentrionale e orientale, Mato Grosso e Bolivia orientale e Piccole Antille (Saint Vincent e Grenada). |
| Ecozona neotropicale (n. 39 specie)  |      | Turdus fuscater Lafresnaye e d'Orbigny, 1837       | tordo maggiore            | Ande della Colombia e del Perù sud-orientale e della Bolivia occidentale, Venezuela occidentale, Monti Santa Marta (Colombia nord-orientale), Sierra de Perijá, Ecuador settentrionale, dall’Ecuador meridionale al Perù settentrionale. |
| Ecozona neotropicale (n. 39 specie)  |      | Turdus grayi Bonaparte, 1838                       | tordo argilla             | Messico, Guatemala, Nicaragua, dalla Costa Rica alla Colombia nord-occidentale (Chocó nord-occidentale) e alla costa settentrionale della Colombia. |
| Ecozona neotropicale (n. 39 specie)  |      | Turdus haplochrous Todd, 1931                      | tordo unicolore           | Raro e locale in Bolivia settentrionale (Beni e Santa Cruz). |
| Ecozona neotropicale (n. 39 specie)  |      | Turdus hauxwelli Lawrence, 1869                    | tordo di Hauxwe           | Dalla Colombia sud-orientale alla Bolivia settentrionale, Venezuela meridionale e Brasile amazzonico occidentale. |
| Ecozona neotropicale (n. 39 specie)  |      | Turdus ignobilis P.L. Sclater, 1857                | tordo becconero           | Colombia (Ande centrali e orientali, versante occidentale delle Ande occidentali e Valle del Cauca); dalla Colombia orientale al Venezuela occidentale, Brasile nord-occidentale, Perù orientale e Bolivia settentrionale. |
| Ecozona neotropicale (n. 39 specie)  |      | Turdus infuscatus (Lafresnaye, 1844)               | tordo nero                | Dalle foreste montane umide del Messico all'Honduras nord-occidentale. |
| Ecozona neotropicale (n. 39 specie)  |      | Turdus jamaicensis J.F. Gmelin, 1789               | tordo occhibianchi        | Foreste montane e colline boscose della Giamaica. |
| Ecozona neotropicale (n. 39 specie)  |      | Turdus lawrencii Coues, 1880                       | tordo di Lawrence         | Dalla Colombia sud-orientale alla Bolivia settentrionale, Venezuela meridionale e Brasile amazzonico occidentale. |
| Ecozona neotropicale (n. 39 specie)  |      | Turdus leucomelas Vieillot, 1818                   | tordo pettochiaro         | Dalla Colombia settentrionale a Venezuela, Guiane e Brasile. |
| Ecozona neotropicale (n. 39 specie)  |      | Turdus leucops Taczanowski, 1877                   | tordo occhichiari         | Dalle Ande della Colombia alla Bolivia occidentale, monti del Venezuela occidentale. |
| Ecozona neotropicale (n. 39 specie)  |      | Turdus lherminieri Lafresnaye, 1844                | tordo di foresta          | Dominica, Montserrat, Guadalupa, Saint Lucia (Piccole Antille). |
| Ecozona neotropicale (n. 39 specie)  |      | Turdus maculirostris Berlepsch e Taczanowski, 1883 | tordo dell'Ecuador        | Dalla costa dell'Ecuador occidentale (Esmeraldas) all'estremità del Perù nord-occidentale (Tumbes). |
| Ecozona neotropicale (n. 39 specie)  |      | Turdus maranonicus Taczanowski, 1880               | tordo del Maranon         | Perù settentrionale (corso superiore del Marañón) e zone dell'Ecuador adiacenti. |
| Ecozona neotropicale (n. 39 specie)  |      | Turdus nigrescens (Cabanis, 1861)                  | tordo fuligginoso         | Monti della Costa Rica e Panama occidentale (estremità occidentale di Chiriquí). |
| Ecozona neotropicale (n. 39 specie)  |      | Turdus nigriceps Cabanis, 1874                     | tordo ardesia             | Nidifica nelle Ande della Bolivia meridionale e Argentina nord-occidentale, anche localmente in Ecuador sud-occidentale e Perù nord-occidentale; migrante non nidificante nel versante orientale delle Ande dall'Ecuador sud-orientale alla Bolivia. |
| Ecozona neotropicale (n. 39 specie)  |      | Turdus nudigenis Lafresnaye, 1848                  | tordo occhigialli         | Brasile settentrionale (sponda meridionale del Rio delle Amazzoni nella regione Santarém), Piccole Antille meridionali, Trinidad, dalla Colombia a Guiane e Brasile settentrionale. |
| Ecozona neotropicale (n. 39 specie)  |      | Turdus obsoletus Lawrence, 1862                    | tordo culchiaro           | Versante orientale delle Ande occidentali della Colombia, costa pacifica della Colombia ed Ecuador occidentale, dal versante caraibico della Costa Rica a Panama e Colombia nord-occidentale. |
| Ecozona neotropicale (n. 39 specie)  |      | Turdus olivater (Lafresnaye, 1848)                 | tordo monaco              | Venezuela meridionale (Bolívar meridionale, Monti Duida, Ptari-tepui, Cerro de la Neblina e Paraque), montagne costiere del Venezuela settentrionale, Colombia orientale, nord-orientale e sud-occidentale, Guiana meridionale e Brasile settentrionale. |
| Ecozona neotropicale (n. 39 specie)  |      | Turdus plebejus Cabanis, 1861                      | tordo montano             | Monti della Costa Rica e Panama occidentale (Bocas del Toro e Chiriquí), Altopiani del Messico meridionale (Oaxaca sud-orientale e Chiapas meridionale) e a sud attraverso gli altopiani del Guatemala, El Salvador e da Honduras a Nicaragua. |
| Ecozona neotropicale (n. 39 specie)  |      | Turdus plumbeus Linnaeus, 1758                     | tordo zamperosse          | Dominica (Piccole Antille), Cayman Brac (Grandi Antille), Bahamas settentrionali; Hispaniola, Porto Rico e isole Gonâve e Tortuga (Haiti); Cuba centrale e occidentale, isole Pines. |
| Ecozona neotropicale (n. 39 specie)  |      | Turdus ravidus (Cory, 1886)                        | tordo di Grand Cayman     | Estinto |
| Ecozona neotropicale (n. 39 specie)  |      | Turdus reevei Lawrence, 1870                       | tordo dorsopiombo         | Macchia arida dell'Ecuador sud-occidentale e Perù nord-occidentale. |
| Ecozona neotropicale (n. 39 specie)  |      | Turdus rufitorques Hartlaub, 1844                  | tordo dal collare         | Dagli Altopiani del Messico (Chiapas) all’Honduras centrale. |
| Ecozona neotropicale (n. 39 specie)  |      | Turdus rufiventris Vieillot, 1818                  | tordo panciarossiccia     | Brasile nord-occidentale (da Piauí e Ceará a Pernambuco e Bahia occidentale), dal Brasile meridionale (Bahia meridionale) a Uruguay, Paraguay, Bolivia e Argentina settentrionale. |
| Ecozona neotropicale (n. 39 specie)  |      | Turdus rufopalliatus Lafresnaye, 1840              | tordo dorsorossiccio      | Messico occidentale (Isole Tres Marías e costa adiacente del Nayarit), Messico arido occidentale (da Sonora a Puebla occidentale e Oaxaca). |
| Ecozona neotropicale (n. 39 specie)  |      | Turdus sanchezorum O'Neill, Lane & Naka, 2011      | tordo di Varzea           | Perù amazzonico settentrionale e centrale, Brasile amazzonico sud-occidentale. |
| Ecozona neotropicale (n. 39 specie)  |      | Turdus serranus Tschudi, 1844                      | tordo nero lucido         | Venezuela nord-orientale (Anzoátegui, Sucre e Monagas), da Colombia nord-orientale alle Ande del Venezuela settentrionale, Monti della Colombia centrale e meridionale all’Ecuador, Ande del Perù e Bolivia e Argentina nord-occidentale. |
| Ecozona neotropicale (n. 39 specie)  |      | Turdus subalaris (Seebohm, 1887)                   | tordo ardesia orientale   | Brasile meridionale, a nord del Paraná, Argentina nord-orientale, Paraguay sud-orientale. Sverna dal nord al sud del Brasile centrale (a nord del Mato Grosso e Goiás). |
| Ecozona neotropicale (n. 39 specie)  |      | Turdus swalesi (Wetmore, 1927)                     | tordo di La Selle         | Foreste montane umide della Repubblica Dominicana centrale, foreste umide di Haiti (Morne La Selle). |
| Ecozona oceaniana (n. 1 specie)      |      | Turdus poliocephalus Latham, 1802                  | tordo isolano             | Isole della Sonda, Banks, Christmas, Solomon, Figi, arcipelago Bismarck, Borneo settentrionale, Filippine, Giava, Isola di Goodenough, Molucche meridionali, Nuova Guinea, Nuova Caledonia, Samoa occidentale, Montagne di Sumatra, Vanuatu. |